# Enranger
Enranger (英致) — первый бренд, созданный компанией Weichai в сфере производства лёгких транспортных средств. Продукция выпускается под названием Yingzhi (英致), что также знаменует официальный запуск Weichai Motors.
Сборка автомобилей началась во второй половине 2014 года на отдельном предприятии в Чунцине. Первоначально производственная мощность составляла 100000 автомобилей в год, а позже её планировалось увеличить до 300000 автомобилей в год.

## Модельный ряд

### Текущий
В модельный ряд Enranger входят следующие автомобили:
- Enranger 727 — компактвэн (низкий уровень комплектации 737)
- Enranger 737 — компактвэн (кодовое обозначение M301)[3]
- Enranger 737 EV — электромобиль-компактвэн
- Enranger EX1 — мини-кроссовер
- Enranger G5 — компактный кроссовер на базе 737
- Enranger P80 — пикап

### Модели, снятые с производства
- Enranger G3 — субкомпактный кроссовер (кодовое обозначение S201)[4]

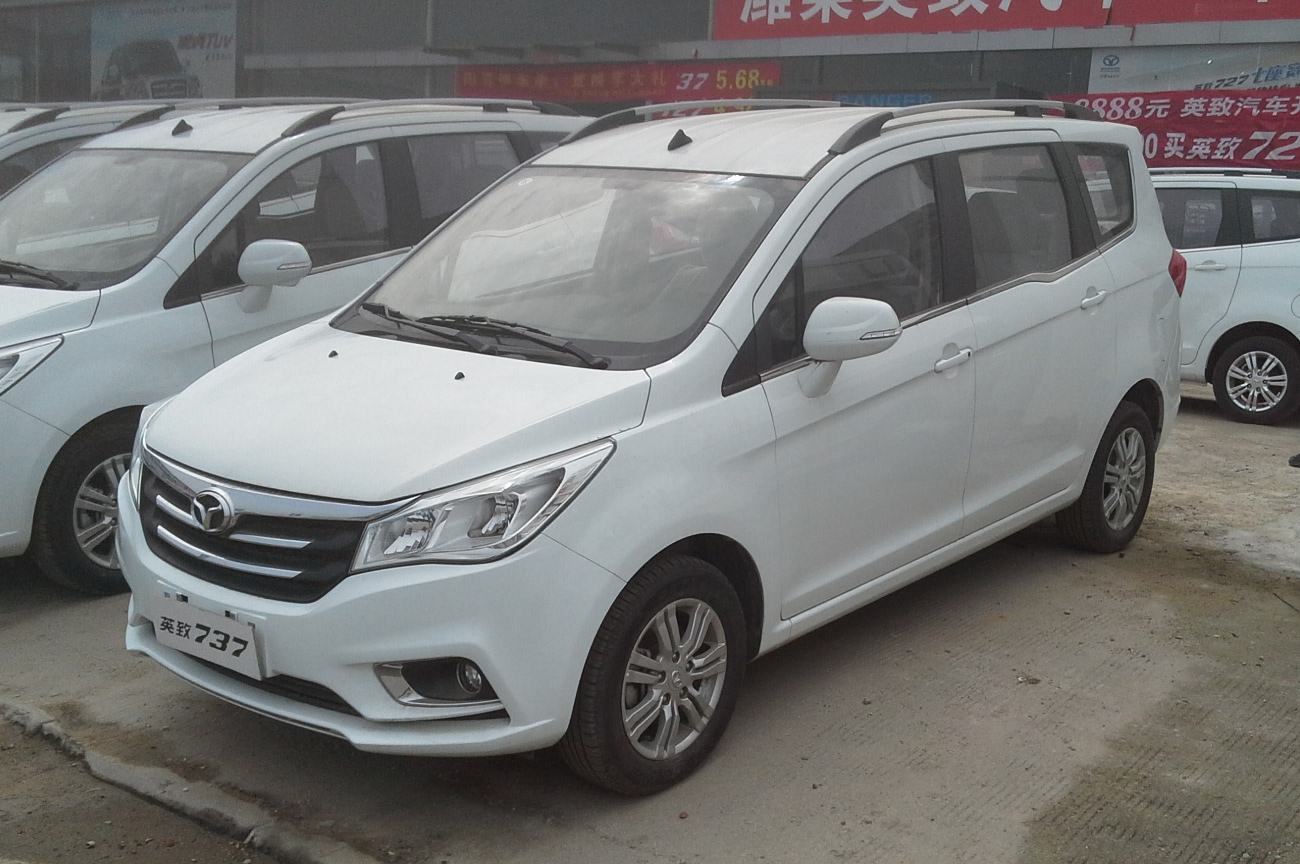
Enranger 737
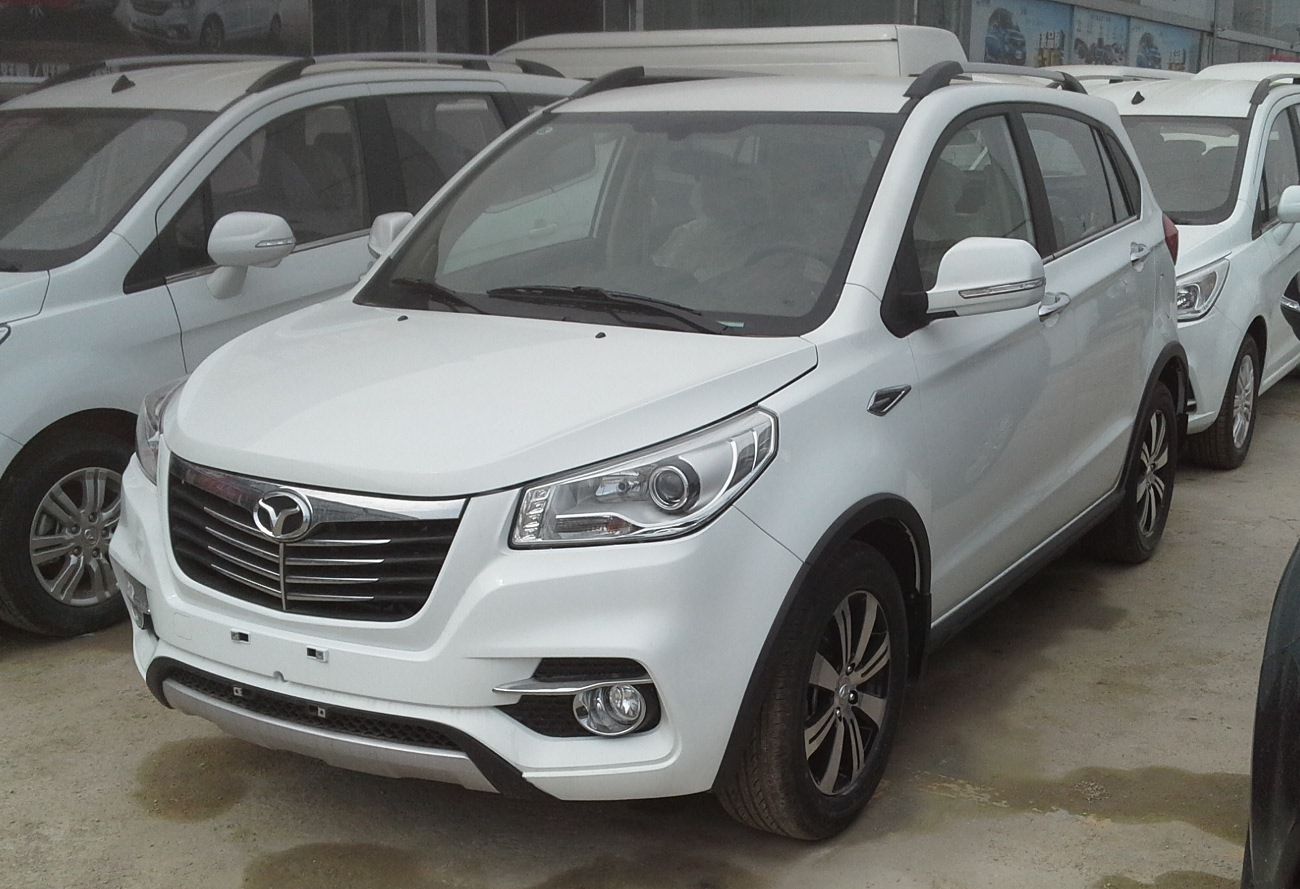
Enranger G3